# بيرسي هولمز
بيرسي هولمز (25 نوفمبر 1886 في المملكة المتحدة - 3 سبتمبر 1971) (بالإنجليزية: Percy Holmes)‏ هو لاعب كريكت بريطاني (وحمل سابقاً جنسية المملكة المتحدة لبريطانيا العظمى وأيرلندا). شارك مع منتخب إنجلترا للكريكت.

## وصلات خارجية
- بيرسي هولمز على موقع إي آس بي آن كريك إنفو (الإنجليزية)